# Ilex lechleri
Espèce
Synonymes
- Ilex lechleri Loes.[2]
- Paltoria ovalis Ruiz & Pav.[2]

Statut de conservation UICN

 VU D2 : Vulnérable
Ilex lechleri est une espèce de plantes de la famille des Aquifoliaceae.

## Publication originale
- Novorum Actorum Academiae Caesareae Leopoldino-Carolinae Germanicae Naturae Curiosorum 1: 177. 1901.